# Liste der größten Unternehmen in Norwegen
Die Liste der größten Unternehmen in Norwegen enthält die vom Forbes Magazine in der Liste Forbes Global 2000 veröffentlichten größten börsennotierten Unternehmen in Norwegen.
Die Rangfolge der jährlich erscheinenden Liste der 2000 größten börsennotierten Unternehmen der Welt errechnet sich aus einer Kombination von Umsatz, Nettogewinn, Aktiva und Marktwert. Dabei wurden die Platzierungen der Unternehmen in den gleich gewichteten Kategorien zu einem Rang zusammengezählt. In der Tabelle aufgeführt sind auch der Hauptsitz, die Mitarbeiterzahl und die Branche. Die Zahlen sind in Milliarden US-Dollar angegeben und beziehen sich auf das Geschäftsjahr 2016, für den Marktwert auf den Börsenkurs vom Mai 2017.
| Forbes 2000 | Vergleich (2010) | Name                   | Hauptsitz | Umsatz (Mrd. $) | Gewinn (Mrd. $) | Mitarbeiter | Branche             |
| ----------- | ---------------- | ---------------------- | --------- | --------------- | --------------- | ----------- | ------------------- |
| 313.        | ▼(200.)          | DNB                    | Oslo      | 8,70            | 2,2             | 11.459      | Finanzen            |
| 461.        | ▼(64.)           | Equinor                | Stavanger | 45,66           | −2,9            | 20.500      | Öl & Gas            |
| 715.        | ▼(273.)          | Telenor                | Fornebu   | 15,53           | 0,3             | 37.000      | Telekommunikation   |
| 839.        | ▲(959.)          | Norsk Hydro            | Oslo      | 9,76            | 0,8             | 12.911      | Aluminium           |
| 859.        | ▼(590.)          | Yara International     | Oslo      | 11,34           | 0,8             | 14.736      | Dünger              |
| 1455.       | ▲(neu)           | Gjensidige Forsikring  | Oslo      | 3,41            | 0,6             | 4.029       | Versicherungen      |
| 1478.       | ▼(1100.)         | Storebrand             | Lysaker   | 5,11            | 0,3             | 1.745       | Versicherungen      |
| 1580.       | ▲(641.)          | Orkla                  | Oslo      | 4,50            | 0,5             | 18.154      | Mischkonzern        |
| 1829.       | ▲(neu)           | Marine Harvest         | Bergen    | 3,88            | 0,6             | 12.717      | Nahrungsmittel      |
|             |                  | Aker Solutions         | Oslo      | 9,33            | 0,39            | 24.000      | Mischkonzern        |
|             |                  | SpareBank 1 SR-Bank    | Stavanger | 1,12            | 0,19            | 862         | Banken              |
|             |                  | Fred. Olsen Energy     | Oslo      | 1,14            | 0,47            | 1.100       | Öl & Gas            |
|             |                  | Hafslund               | Oslo      | 1,91            | 2,45            | 2.418       | Energie             |
|             |                  | Aker Capital           | Oslo      | 0,64            | 1,22            |             | Finanzdienstleister |
|             |                  | Norske Skog            | Oslo      | 4,99            | −0,11           | 9.800       | Papierhersteller    |
|             |                  | Petroleum Geo-Services | Lysaker   | 1,62            | 0,50            | 2.800       | Erdöl-Technologie   |
|             |                  | Elkem                  | Oslo      |                 |                 | 11.056      | Industrie           |
|             |                  | Hurtigruten AS         | Tromsø    |                 |                 | 3.400       | Reederei            |
|             |                  | Meltwater Group        | Oslo      |                 |                 | 500         | Medienbeobachtung   |
|             |                  | Handicare              | Moss      | 0,29            |                 | 1.280       | Medizintechnik      |